# 东格阿尔加尔
东格阿尔加尔（Dungargarh），是印度拉贾斯坦邦Churu县的一个城镇。总人口44707（2001年）。

## 人口
该地2001年总人口44707人，其中男性22889人，女性21818人；0—6岁人口7644人，其中男3834人，女3810人；识字率61.15%，其中男性为69.59%，女性为52.29%。